# Wagner (minissérie)
Wagner é uma minissérie que foi realizada em 1983, contando a vida do compositor alemão Richard Wagner, estrelada pelo ator galês Richard Burton.

## Sinopse
Dirigida por Tony Palmer e roteirizada por Charles Wood, esta minissérie traz um significativo resumo das atividades artísticas e políticas de Richard Wagner, desde sua participação nas jornadas revolucionárias de 1848 até o seu triunfo em Bayreuth em 1876, passando pela sua amizade com o rei Ludwig II da Baviera e outros pontos de sua conturbada vida pessoal. A obra também realça sua personalidade poderosa, seu ego gigantesco, sua visão artística revolucionária, seu nacionalismo germânico exacerbado e sua visão antissemita.

## Elenco
- Richard Burton (Richard Wagner)
- Vanessa Redgrave (Cosima Liszt/Wagner, primeira esposa de Hans von Bülow e segunda de Richard Wagner)
- Laszlo Galffi (Luís II da Baviera)
- Ekkehard Schell (Franz Liszt, compositor e pai de Cosima)
- Gemma Craven (Minna Planer, primeira esposa de Richard Wagner)
- Miguel Herz-Kestranek (Hans von Bülow)
- Marthe Keller (Mathilde Wesendonck)
- Peter Hofman (Ludwig Schnorr von Carolsfeld, tenor, primeiro Tristão)
- Gwyneth Jones (Malvina von Carolsfeld, soprano, primeira Isolda)
- Gabriel Byrne (Karl Ritter)

## Trilha sonora
- Tannhauser
- Rienzi (abertura)
- Tristão e Isolda (Liebestod)
- Lohengrin (abertura)